# Григоренко Олександр Сергійович
Олекса́ндр Сергі́йович Григоре́нко (нар. 6 лютого 1985 ,Біла Церква, Київська область, УРСР) — український та казахстанський футболіст, воротар ФК «Тараз».

## Життєпис
Виріс поблизу Чорнобиля. Але у зв'язку з тим, що там сталася аварія на атомній станції та рівень радіації створив загрозливу ситуацію, сім'я Григоренка переїхала до Києва, де він жив, поки не виповнилося 18 років. З 6 до 8 років захоплювався акробатикою, а в 7 років вже почав займатися футболом.

## Кар'єра

### Клубна
До 17 років навчався в школі київського «Динамо». У зв'язку із сильною конкуренцією перейшов у «Рось». Батько Олександра грав в аматорській лізі в рідному місті до 21 року, поки не зламав ногу.
Грав у Другій лізі України, поки не перейшов в «Атирау». У Казахстан потрапив на запрошення Олександра Голоколосова. У 2006 році зіграв за «Атирау» 5 матчів, після чого отримав травму і вибув до кінця сезону. У 2007 році перейшов у «Шахтар» з Караганди. У складі нового клубу Григоренко став другим воротарем, але після першого кола Давид Лорія пішов з «Шахтаря», і Олександру довірили місце в основному складі. Пізніше став капітаном команди. З приходом у команду воротаря Олександра Мокіна і зміни головного тренера в складі «гірників», Григоренко втратив місце в основі. Проте, зігравши по 1-2 матчі в сезонах 2011 та 2012 років, став дворазовим чемпіоном Казахстану. Але незадоволений таким станом речей, вирішує змінити команду. Вибір гравця припав на шимкентський «Ордабаси».

### У збірній
8 жовтня 2004 року в Стамбулі, у грі проти Туреччини (0:1), Григоренко дебютував у складі молодіжної збірної Казахстану (U-21) у відбіркових матчах чемпіонату Європи і провів у її складі 11 матчів з 12-ти (пропустив 22 м'ячі). У двох матчах виводив команду як капітан.

## Досягнення

### Командні
«Шахтар»
- Прем'єр-ліга
  -  Чемпіон (2): 2011, 2012
  -  Бронзовий призер (1): 2007, 2009

- Кубок Казахстану
  -  Фіналіст (2): 2009, 2010

«Кайсар»
- Кубок Казахстану
  -  Володар (1): 2019

- Загалом: 3 трофея

### Особисті
- У списку 33 найкращих футболістів казахстанської Прем'єр-Ліги (1): № 2 (2009)

## Статистика

### Клубна
Станом на 9 липня 2014 року
| Клуб                 | Сезон             | Ліга              | Ліга  | Ліга | Кубки   | Кубки | Кубки | Конт.турніри | Конт.турніри | Конт.турніри | Інші    | Інші  | Інші | Загалом | Загалом |
| Клуб                 | Сезон             | Змаган.           | Матчі | Голи | Змаган. | Матчі | Голи  | Змаган.      | Матчі        | Голи         | Змаган. | Матчі | Голи | Матчі   | Голы    |
| -------------------- | ----------------- | ----------------- | ----- | ---- | ------- | ----- | ----- | ------------ | ------------ | ------------ | ------- | ----- | ---- | ------- | ------- |
| Атирау               | 2004              | ЧК                | 20    | 21   | КК      | 2     | 0     | -            | -            | -            | -       | -     | -    | 22      | 21      |
| Атирау               | 2005              | ЧК                | 25    | 27   | КК      | 4     | 5     | -            | -            | -            | -       | -     | -    | 29      | 32      |
| Атирау               | 2006              | ЧК                | 5     | 6    | КК      | 0     | 0     | -            | -            | -            | -       | -     | -    | 5       | 6       |
| Атирау               | Загалом           | Загалом           | 50    | 54   |         | 6     | 5     |              | -            | -            |         | -     | -    | 56      | 59      |
| «Шахтар» (Караганда) | 2007              | ЧК                | 11    | 5    | КК      | 2     | 0     | -            | -            | -            | -       | -     | -    | 13      | 5       |
| «Шахтар» (Караганда) | 2008              | ЧК                | 2     | 0    | КК      | 0     | 0     | КУ           | 0            | 0            | -       | -     | -    | 2       | 0       |
| «Шахтар» (Караганда) | 2009              | ЧК                | 24    | 17   | КК      | 4     | 2     | -            | -            | -            | -       | -     | -    | 28      | 19      |
| «Шахтар» (Караганда) | 2010              | ЧК                | 30    | 28   | КК      | 4     | 4     | ЛЄ           | 0            | 0            | -       | -     | -    | 34      | 32      |
| «Шахтар» (Караганда) | 2011              | ЧК                | 1     | 2    | КК      | 2     | 4     | ЛЄ           | 0            | 0            | -       | -     | -    | 3       | 6       |
| «Шахтар» (Караганда) | 2012              | ЧК                | 2     | 1    | КК      | 2     | 0     | ЛЧ           | 0            | 0            | СК      | 0     | 0    | 4       | 1       |
| «Шахтар» (Караганда) | Загалом           | Загалом           | 70    | 53   |         | 14    | 10    |              | 0            | 0            |         | 0     | 0    | 84      | 63      |
| Ордабаси             | 2013              | ЧК                | 24    | 29   | КК      | 1     | 0     | -            | -            | -            | -       | -     | -    | 25      | 29      |
| Ордабаси             | 2014              | ЧК                | 17    | 18   | КК      | 2     | 3     | -            | -            | -            | -       | -     | -    | 19      | 21      |
| Ордабаси             | Загалом           | Загалом           | 41    | 47   |         | 3     | 3     |              | -            | -            |         | -     | -    | 44      | 50      |
| Усього за кар'єру    | Усього за кар'єру | Усього за кар'єру | 161   | 154  |         | 23    | 18    |              | 0            | 0            |         | 0     | 0    | 184     | 172     |